# Procapra gutturosa
La gazzella della Mongolia (Procapra gutturosa (Pallas, 1777)) è una specie di gazzella a coda corta (Procapra) originaria dell'Asia centrale appartenente al sottogenere Prodorcas. Talvolta viene chiamata anche dzeren. Le altre due specie di gazzella a coda corta sono la gazzella del Tibet (Procapra picticaudata) e la gazzella di Przewalski (Procapra przewalskii).

## Descrizione
La gazzella della Mongolia è simile alle altre specie del genere Procapra, ma rispetto a queste è un po' più grande e tozza. Il suo peso varia tra i 25 e i 45 chilogrammi e l'altezza al garrese tra i 54 e gli 84 centimetri. La lunghezza testa-corpo è di 108-160 centimetri e quella della coda di 5-12 centimetri.
Il manto è di colore arancione chiaro sulle parti superiori, con i fianchi rossastri, e in inverno è generalmente più chiaro che in estate. Come le altre due specie, ha le parti inferiori bianche. I maschi presentano una protuberanza sul collo simile a un gozzo e una vescica gonfiabile all'interno della bocca simile a quella del maschio di dromedario. Le corna, presenti anch'esse solamente nei maschi, sono quasi 20 cm più corte di quelle delle altre gazzelle a coda corta e non sono curvate all'estremità verso l'alto o verso l'interno come nelle gazzelle del Tibet o di Przewalski.

## Distribuzione e habitat
La gazzella della Mongolia vive nelle steppe dell'Asia centrale. Agli inizi del XX secolo il suo areale si estendeva dalla valle dell'Irtyš nel nord-est del Kazakistan verso est, attraverso gran parte della Mongolia e otto province della Cina settentrionale (Xinjiang, Gansu, Ningxia, Hebei, Shaanxi, Mongolia Interna, Heilongjiang e Jilin) fino alle pianure di Pechino. Nell'area appartenente all'odierna Russia vi erano originariamente tre popolazioni, tutte nella regione di confine con la Mongolia: una nella steppa della Čuja della regione di Koš-Agač nell'Altaj, un'altra nella parte meridionale della Provincia autonoma di Tuva a sud dei monti Tannu-Ola e una terza nelle steppe della Transbajkalia sud-orientale tra i fiumi Onon e Argun'. Qui questi animali si spingevano fino a 50 gradi di latitudine nord. Oggi sono presenti in Russia solo nell'ultima di queste tre aree, nella Riserva naturale di Dauria, dove negli ultimi anni si sono potuti riprodurre con tranquillità. A sud della Grande muraglia cinese la specie è scomparsa completamente a partire dal 1950 e anche le ultime popolazioni in Kazakistan si sono estinte. Attualmente in Cina questi animali vivono solo nella Mongolia Interna, in una stretta striscia al confine con la Mongolia. Anche in Mongolia la specie è ormai scomparsa dalla maggior parte del suo areale storico. Oggi è possibile trovarla quasi solamente nelle province orientali di Dornod, Sùhbaatar, Hėntij, Dornogov' (Gobi orientale) e Ômnôgov' (Gobi meridionale); piccole popolazioni relitte sono presenti inoltre nelle province di Dundgov' (Gobi centrale), Ôvôrhangaj, Bajanhongor, Gov'-Altaj e Zavhan in una fascia di territorio compresa tra 40° 30' nord e 50° 20' nord e tra 92° 00' est e 119° 00' est.

## Biologia
Le gazzelle della Mongolia abitano generalmente in pianure o in regioni leggermente ondulate caratterizzate da un clima steppico arido o semi-desertico. In inverno sembrano essere prevalentemente attive di giorno, mentre in estate prediligono il crepuscolo. Alla ricerca delle erbe della steppa, i branchi si spostano su grandi distanze e le aree di pascolo stagionale possono coprire da sole centinaia di chilometri quadrati. Inoltre, i branchi intraprendono lunghi spostamenti da un pascolo all'altro ogni primavera e autunno, spesso coprendo centinaia di chilometri. Le migrazioni dipendono dalle condizioni meteorologiche e dalla disponibilità di cibo. Le gazzelle della Mongolia di solito formano branchi di 20-30 individui in estate e branchi di circa 100 capi in inverno. Durante le migrazioni e in condizioni invernali favorevoli, tuttavia, è possibile imbattersi anche in raduni composti da migliaia di individui. In estate le femmine gravide spesso si separano in gruppo dal branco cui appartengono, per farvi poi ritorno poco tempo dopo accompagnate dalla prole. La stagione degli amori cade nel tardo autunno e in inverno. In questo periodo la sacca golare sul collo dei maschi si gonfia e questi animali combattono per assicurarsi le femmine disposte ad accoppiarsi. Dopo un periodo di gestazione di 186 giorni, viene partorito un unico piccolo. La dieta della gazzella della Mongolia consiste principalmente di erbe e viene integrata con altre piante della steppa.

## Tassonomia
A causa della loro abitudine a vivere in altopiani elevati e delle condizioni climatiche locali, abbiamo a disposizione solo pochissime testimonianze fossili delle specie di gazzelle a coda corta. Specie del genere Procapra sono registrate nel Pliocene o nel Pleistocene inferiore non prima di 2 o 3 milioni di anni fa, mentre specie simili ad antilopi sono già documentate nel Miocene 13-15 milioni di anni fa. In passato si ipotizzava che le gazzelle a coda corta si fossero evolute a partire da altre antilopi simili a gazzelle, forse da Gazella sinensis del Pliocene superiore o Gazella paragutturosa del Pleistocene inferiore. Studiando gli isotopi dei fossili e paragonandoli a quelli degli animali che vivono oggi sull'altopiano tibetano, gli studiosi hanno scoperto che 2-3 milioni di anni fa il clima e le condizioni meteorologiche di quest'area erano significativamente più miti e la diversità degli habitat qui presenti maggiore di quanto non sia oggi, condizioni ideali per lo sviluppo di nuove specie, tra cui quelle di gazzelle a coda corta.
|  | gazzella del Tibet (Procapra picticaudata)                                                                                     |
|  | |
|  | \| \| gazzella di Przewalski (Procapra przewalskii) \| \| \| \| \| \| gazzella della Mongolia (Procapra gutturosa) \| \| \| \| |
|  | |
|  | gazzella di Przewalski (Procapra przewalskii)                                                                                  |
|  | |
|  | gazzella della Mongolia (Procapra gutturosa)                                                                                   |
|  | |

|  | gazzella di Przewalski (Procapra przewalskii) |
|  |                                               |
|  | gazzella della Mongolia (Procapra gutturosa)  |
|  |                                               |

|  | gazzella del Tibet (Procapra picticaudata)                                                                                     |
|  | |
|  | \| \| gazzella di Przewalski (Procapra przewalskii) \| \| \| \| \| \| gazzella della Mongolia (Procapra gutturosa) \| \| \| \| |
|  | |
|  | gazzella di Przewalski (Procapra przewalskii)                                                                                  |
|  | |
|  | gazzella della Mongolia (Procapra gutturosa)                                                                                   |
|  | |

|  | gazzella di Przewalski (Procapra przewalskii) |
|  |                                               |
|  | gazzella della Mongolia (Procapra gutturosa)  |
|  |                                               |

La prima descrizione scientifica della gazzella della Mongolia risale al 1777 e si deve a Peter Simon Pallas; il genere Procapra verrà istituito da Hodgson nel 1846. Il nome del genere deriva dal prefisso greco-latino pro (προ), cioè «prima», e da capra. A parte la forma nominale, non si distinguono ulteriori sottospecie.
La gazzella della Mongolia viene ora collocata insieme alla gazzella di Przewalski e alla gazzella del Tibet nel genere delle gazzelle a coda corta (Procapra), ma è stata spesso raggruppata con le altre gazzelle del genere Gazella. Gli studi di biologia molecolare hanno confermato la monofilia del genere Procapra rispetto a quella degli altri membri della sottofamiglia Antilopinae. La gazzella di Przewalski e quella della Mongolia sono risultate essere più strettamente imparentate tra loro e considerate pertanto come sister group della gazzella del Tibet. Nel corso di un altro studio, il genere Procapra, cui appartiene la gazzella della Mongolia, è stato classificato come uno dei gruppi più basali della sottofamiglia Antilopinae.

## Conservazione
Si stima che negli anni '40 fossero rimasti circa 1,5 milioni di gazzelle della Mongolia, ma nonostante questo ne venivano uccise 100.000 ogni anno per la carne, le corna e la pelle. È proprio a causa della caccia intensa che la specie è scomparsa dalla maggior parte delle aree della Mongolia occidentale e centrale, nonché da Kazakistan, da Tuva e dalla steppa della Čuja. Nella regione della Transbajkalia, in Siberia meridionale, piccoli gruppi migrano occasionalmente in inverno dalla vicina Mongolia fino alle steppe tra i fiumi Onon e Argun'. Nel 1993 la loro popolazione veniva stimata in 300.000 capi nella Mongolia orientale e in un numero leggermente inferiore nelle regioni limitrofe della Cina. Secondo altre fonti, nel 1996 e nel 2000 la popolazione della sola Mongolia sarebbe stata costituita da circa 2 milioni di capi.
L'Unione internazionale per la conservazione della natura (IUCN) classifica la gazzella della Mongolia come «specie a rischio minimo» (Least Concern) a causa della sua ampia area di distribuzione e dell'entità delle sue popolazioni. I principali fattori che ne minacciano la sopravvivenza sono la caccia incontrollata e illegale, nonché la caccia consentita.